# リヴァーディ・ジョンソン

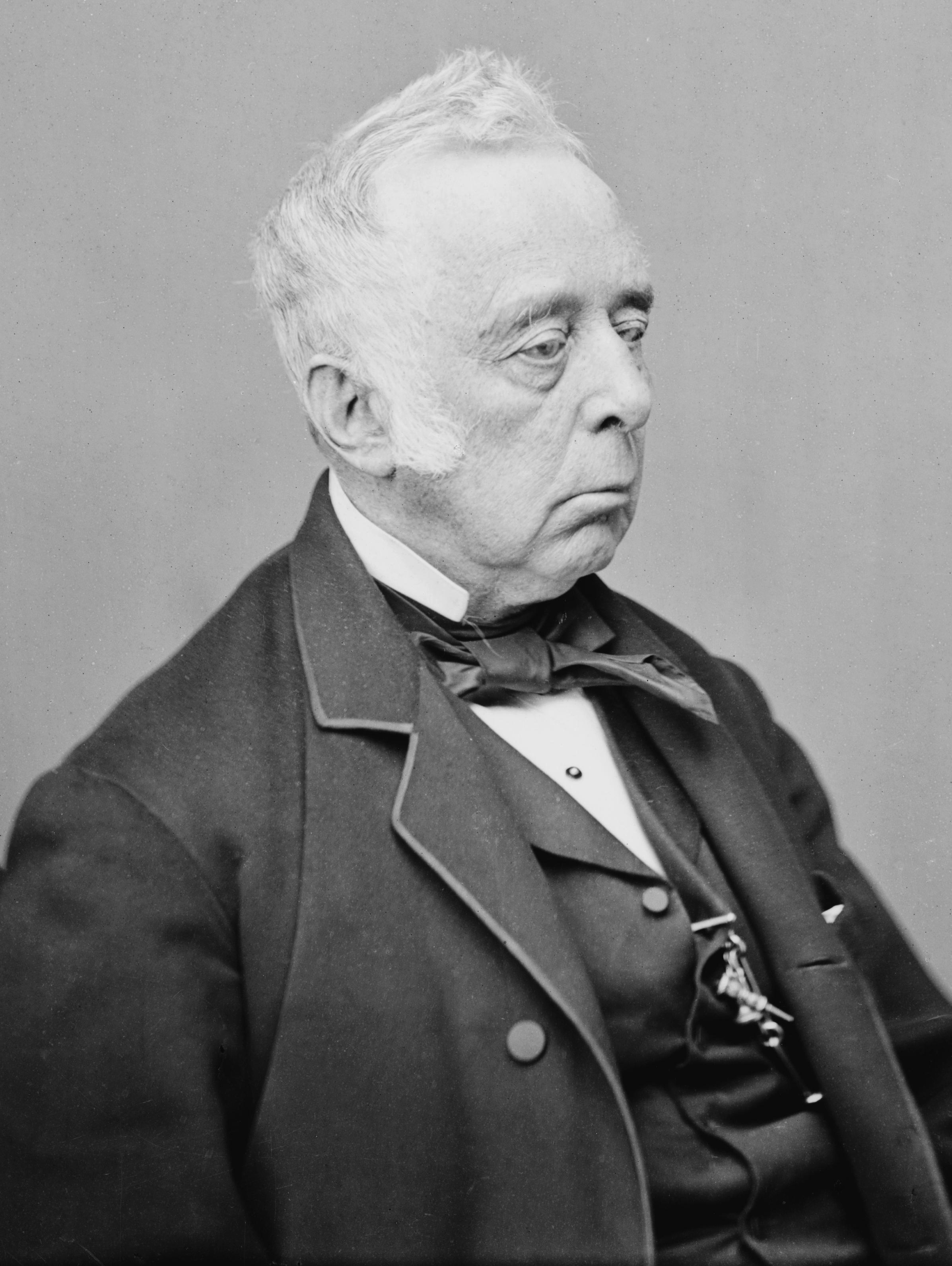
リヴァーディ・ジョンソン

リヴァーディ・ジョンソン（Reverdy Johnson, 1796年5月21日 - 1876年2月10日）は、アメリカ合衆国の弁護士、政治家。ザカリー・テイラー大統領の下で第22代アメリカ合衆国司法長官を務めた。

## 生い立ち
1796年5月21日、ジョンソンはメリーランド州アナポリスにおいて誕生した。ジョンソンは1812年にセント・ジョンズ・カレッジを卒業した。ジョンソンは法律を学び、1815年に弁護士として認可を受けた。ジョンソンはボルチモアに移り、ルーサー・マーティン、ウィリアム・ピンクニー、ロジャー・トーニーらと知り合った。ジョンソンは1821年から1825年までメリーランド州上院議員を務めた。ジョンソンは1825年に弁護士業に復帰し、その後20年にわたって弁護士業を継続した。

## 連邦政府での政治
ジョンソンは1845年にホイッグ党から連邦上院議員に選出された。ジョンソンは1849年にザカリー・テイラー大統領からアメリカ合衆国司法長官に指名され、連邦上院議員を辞職した。ジョンソンはテイラー大統領の下で司法長官を務めた。テイラー大統領が急死しミラード・フィルモアが大統領に就任すると、ジョンソンは司法長官を辞任した。

## 南北戦争
ジョンソンは保守的な民主党員となり、1856年の大統領選挙でスティーブン・ダグラスを支持した。ジョンソンは1857年のドレッド・スコット対サンドフォード裁判では被告サンフォードの弁護を行い、奴隷制度の擁護を行った。だがジョンソンは個人的には奴隷制度に反対の立場を示し、南北戦争中にはメリーランド州の連邦離脱に反対を主張した中心人物となった。
ジョンソンは1861年に南北間の講和会議にメリーランド州代表として出席した。ジョンソンは1861年から1862年にかけてメリーランド州下院議員を務めた。1862年、ルイジアナ州ニューオーリンズを北軍が占領すると、ジョンソンはエイブラハム・リンカーン大統領からバトラー軍事司令官の政治的決定について見直すよう委任を受けた。ジョンソンは諸外国の政府との関係についてのバトラー司令官の政治判断を洗い直し、政府の意向に沿うよう、バトラー司令官のあらゆる決定について撤回を行った。1863年、ジョンソンは連邦上院議員に選任され、1868年まで務めた。

## 南北戦争後
1866年、ジョンソンは国民同盟会議に参加し、アンドリュー・ジョンソン大統領の支援体制の構築を試みた。連邦上院議員としてジョンソンは、国民同盟会議の議事報告を行った。1868年、ジョンソンは大統領から駐イギリス公使として指名を受けた。ジョンソンはイギリスに渡り、南北戦争中に生じた米英間の問題を解決するジョンソン＝クラレンドン条約を締結した。ジョンソンは1869年に公使を辞職した。ジョンソンはメリーランド州に帰国し、弁護士業を再開した。ジョンソンはメリーランド州控訴裁判所の判決を記録編集する仕事に従事した。ジョンソンはまた、白人主義団体クー・クラックス・クランに対する起訴手続きを政府から依頼された。

## 晩年
1876年2月10日、ジョンソンはメリーランド州アナポリスの州知事官邸のバルコニーから転落し、即死した。ジョンソンの遺体は、メリーランド州ボルチモアのグリーンマウント墓地に埋葬された。

## 関連図書
- Steiner, Bernard C., Life of Reverdy Johnson, New Library Press.Net. ISBN 0-7950-2452-5